# جورج دود (تنیس‌باز)
 جورج دود (انگلیسی: George Dodd؛ زاده ۱۶ ژانویهٔ ۱۸۸۳ درگذشته ۲۱ ژوئیهٔ ۱۹۵۷) یک تنیس‌باز اهل آفریقای جنوبی بود.